# Mittfisk

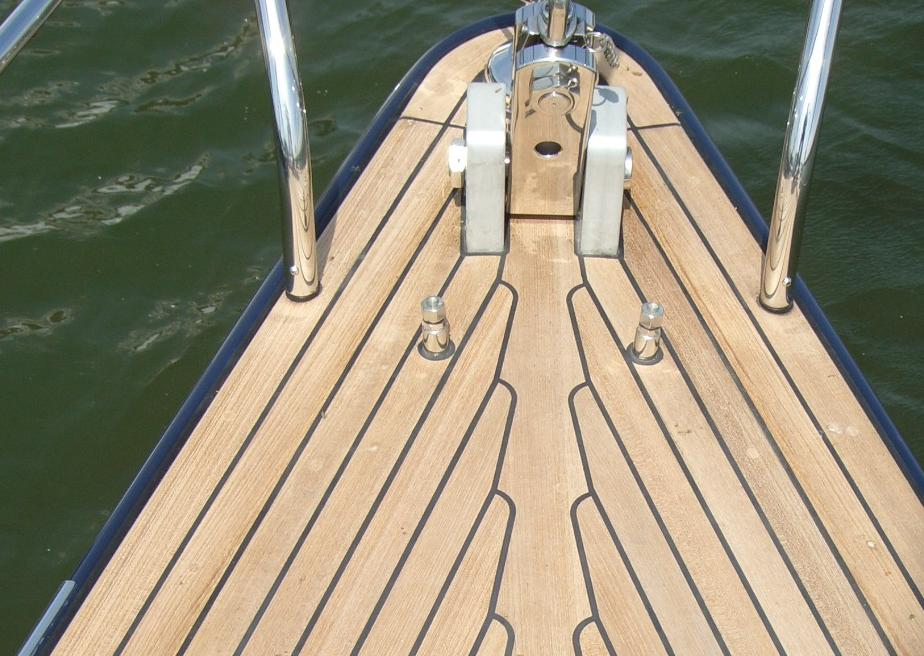
Mittfisk på en fritidsbåt

Mittfisk, är den planka på en båt eller ett fartygs trädäck, vilken är placerad långskepps riktning i mitten på däcket.
För att få extra styrka i däckskonstruktionen är mittfisken kraftigare än andra däcksbrädor, plankor, alternativt är en undre mittfisk monterad för att stödja konstruktionen. 
På fritidsbåtar kan mittfisken och skarndäck bestå av samma trä, medan övriga däcksribbor består av material med avvikande nyans.
Vanligtvis är en knap fastsatt på fördäckets mittfisk eller en pollare för förtöjning av båt eller fartyget.